# Anarta variegata
Anarta variegata là một loài bướm đêm trong họ Noctuidae.